# Storia di Cipro

Localizzazione di Cipro.

Cipro, isola del Mar Mediterraneo orientale, grazie alla sua posizione strategica e alle risorse naturali, ha una ricca storia che parte dalla preistoria, passa dal dominio romano sull'isola e dalle lotte tra Venezia e Impero ottomano per aggiudicarsi il potere sull'isola, alla spartizione dell'isola tra greco ciprioti e turco ciprioti fino alla sua riunificazione.

## Dalle origini al dominio fenicio

### Età della pietra
Le prime tracce della presenza dell'uomo sull'isola di Cipro risalgono al Neolitico, precisamente tra il 10.000 e il 9.000 a.C. nel Levante dell'isola. I primi "coloni" furono agricoltori, ma questi non erano ancora in grado di produrre vasi di ceramica. I cani, le pecore, le capre, i bovini e i suini furono introdotti, oltre ad altre numerose specie animali come volpi, nell'habitat dell'isola. I "coloni" abitavano in case rotonde, come visibile nel sito archeologico di Choirokoitia, e coltivavano principalmente farro.
Pozzi d'acqua sono stati scoperti dagli archeologi nella parte occidentale di Cipro e si ritiene che siano tra i più antichi al mondo, poiché risalenti a 9.000 o a 10.500 anni fa.
Nel 2004, i resti di un gatto di 8 mesi sono stati scoperti sepolti con il suo proprietario in un sito archeologico del Neolitico. La tomba, costruita intorno a 9.500 anni fa, anticipò la civiltà egizia per quanto riguarda il rapporto "felino-umano".

### Età dei metalli

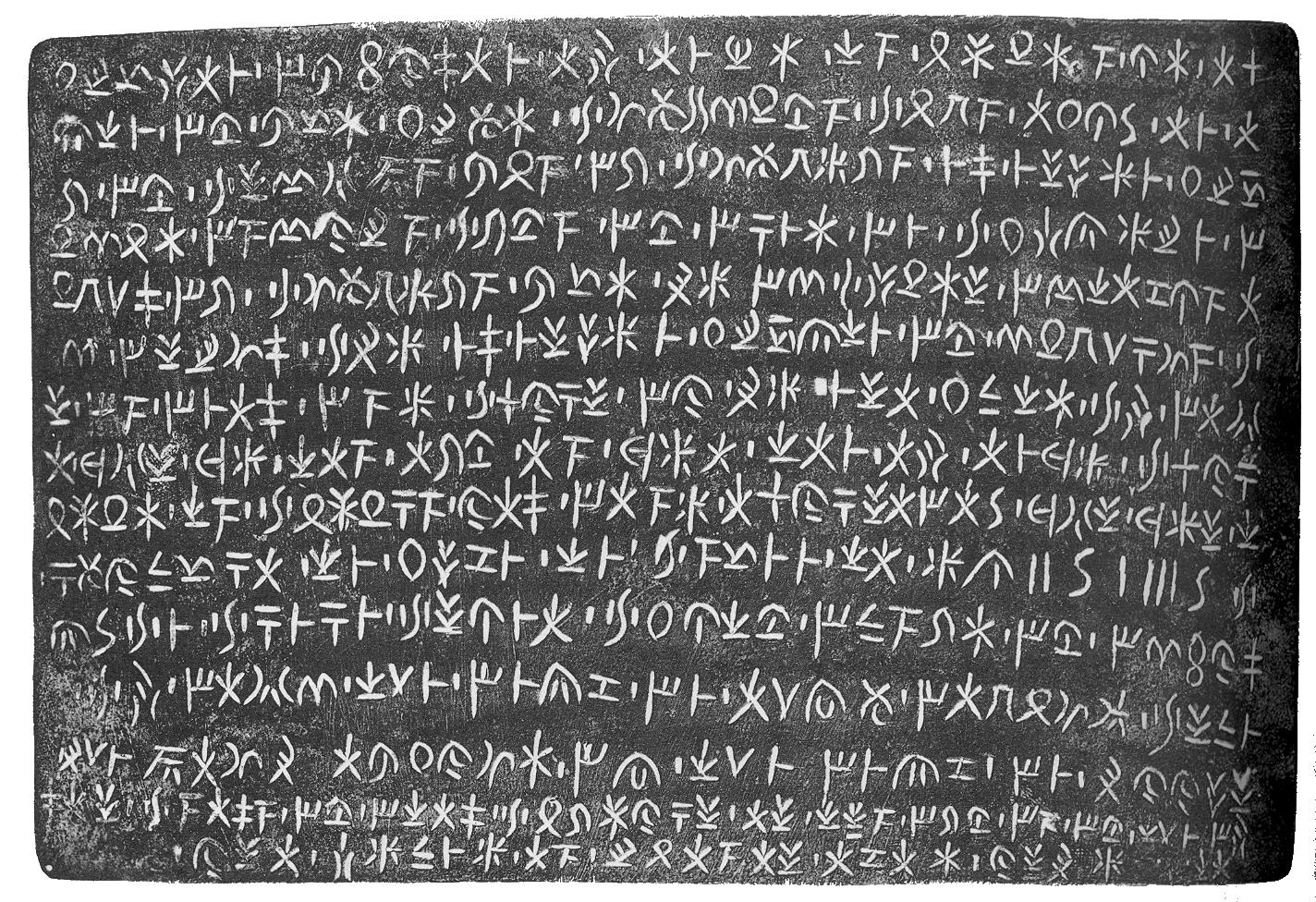
Tavoletta di pietra con sopra inciso un testo in sillabario cipriota.

Nell'età del bronzo sorsero sull'isola le prime città, come Enkomi, nella parte orientale di Cipro. Questo insediamento era basato sull'estrazione e lavorazione del rame. I micenei colonizzarono Cipro verso la fine dell'età del Bronzo ed è grazie alla loro scrittura, la Lineare B, già nel XV secolo a.C. si conosceva il nome di Cipro. Il sillabario cipriota fu utilizzato come lingua narrativa sull'isola fino al IV secolo a.C. quando scomparve.
Intorno al 2000 a.C. gli abitanti ciprioti vennero a contatto con gli Egizi.
Tra il 1300 e il 1200 a.C. ci fu un periodo di prosperità cipriota. Città come Enkomi furono ricostruite a griglia rettangolare e furono costruiti numerosi e grandiosi edifici. In alcuni di questi edifici sono stati ritrovati impianti per la lavorazione e conservazione dell'olio d'oliva. Santuari con altari sono stati trovati a Myrtou-Pigadhes, presso Enkomi, a Kition e a Kouklia. Sia la disposizione regolare della città sia le tecniche murarie trovano parallelismi con alcuni ritrovamenti archeologi in Siria, soprattutto ad Ugarit.
Ritrovamenti di relitti il cui carico era formato da lingotti di rame, davanti alle coste cipriote, testimoniano che Cipro era un'importante base per il commercio di questo metallo.
Verso la fine dell'età del Bronzo, Cipro faceva parte dell'impero ittita, ma era uno Stato cliente e come tale non era stato invaso dal regno anatolico, ma piuttosto era governata dal re di Ugarit. Durante il regno di Tudhaliya I/II, l'isola fu occupata per poco tempo dagli Ittiti per proteggere il rame e contrastare la pirateria.

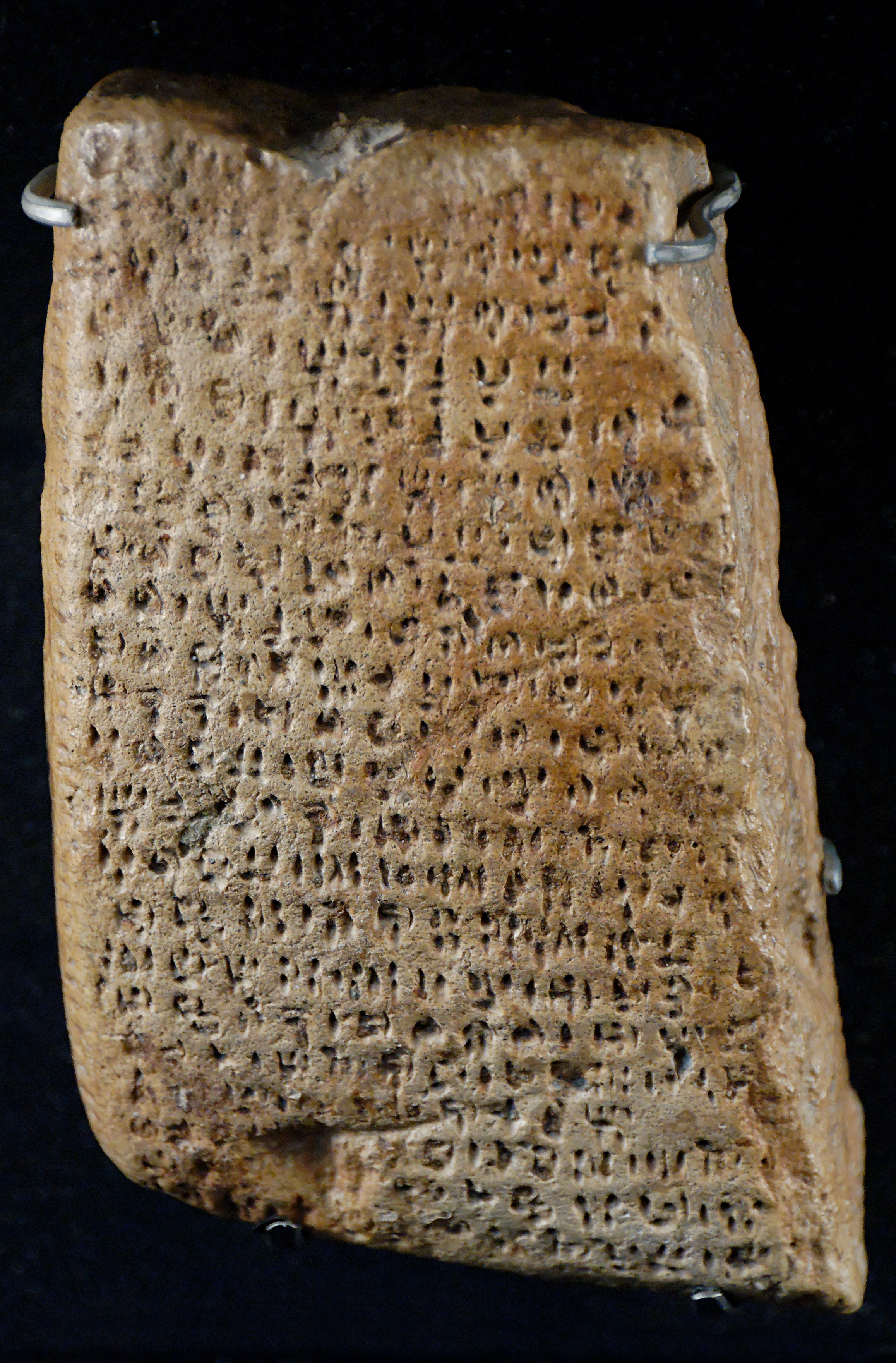
Tavoletta con incisioni. Questa tavoletta dimostra che il contatto tra ciprioti e cretesi avvenne realmente.

Testimonianze archeologiche dimostrano che tra il 1200 e il 1100 a.C., la popolazione cipriota ebbe contatti con la civiltà cretese e quella micenea: quest'ultima, infatti, influenzò l'architettura isolana a tal punto che gli abitanti di Cipro costruirono rocche fortificate con mura ciclopiche. Alcuni storici ritengono che la costruzione delle mura non fu dovuta al contatto con la civiltà micenea, bensì alle invasioni dei Popoli del Mare: gli abitanti, dovendo difendersi dalle continue incursioni, fortificarono le loro città costruendo mura gigantesche. Sull'isola di Cipro sono stati ritrovati cocci di ceramica cretese. Inoltre sono state trovate testimonianze del contatto avvenuto tra ciprioti ed egizi.

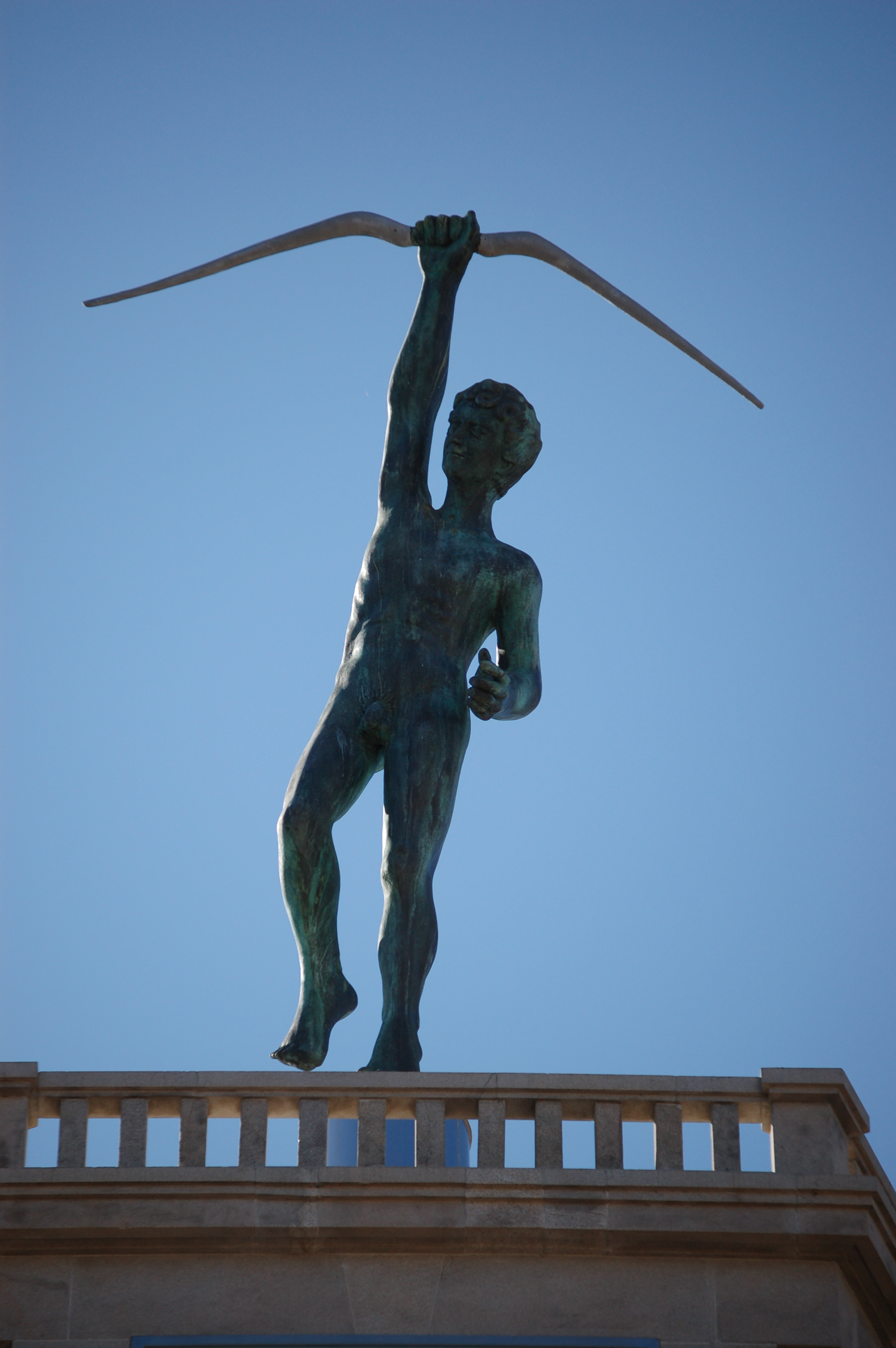
Una statua di Teucro, leggendario fondatore di Salamina.

Fonti scritte dell'VIII secolo a.C., rivelano che gli abitanti di Cipro, influenzati dalla cultura greca, si organizzarono in città-stato indipendenti, prendendo come modello le polis della penisola balcanica.
Alcuni antichi autori greci affermano che dopo la guerra di Troia, molti eroi, sia greci che troiani, sbarcarono su Cipro e fondarono nuovi insediamenti. Tra le storie mitologiche si narra che il fratello di Aiace Telamonio, Teucro, fondò la polis di Salamina. Anche testimonianze storiche confermano che nell'XI secolo a.C. alcuni coloni greci sbarcarono sull'isola e fondarono nuovi centri, come confermano alcune iscrizioni in greco rinvenute in una tomba. Anche la tecnica della cremazione dei defunti è un chiaro segno dell'influenza greca sull'isola.
Nell'VIII secolo a.C. furono fondate le prime colonie fenicie sulle coste orientali dell'isola come Kart-Hadasht (Città Nuova), l'attuale Larnaca.

## Dagli assiri al Concilio di Efeso
Fonti scritte dimostrano che Cipro fu sottomessa dagli Assiri. Una stele trovata nel 1845 a Kition commemora la vittoriadi Sargon II (721-705 a.C.) nel 709 a.C. sulle città-stato di Salamina, Kition, Amatunte, Kourion, Pafo, Soli, Tamasso, Ledra, Idalio e Chytri.
Cipro ottenne l'indipendenza dall'Impero assiro, ma nel 669 a.C. fu conquistata dal faraone d'Egitto Henemibra. L'isola fu conquistata successivamente dai Persiani intorno al 545 a.C.. All'inizio del IV secolo a.C., Evagora I, re di Salamina, prese il controllo di tutta l'isola e cercò di ottenere l'indipendenza dall'impero persiano, ma fallì nell'impresa. Un'altra rivolta indipendentista avvenne nel 350 a.C., ma fu subito repressa da Artaserse III nel 344 a.C..
Dopo l'assedio di Tiro da parte di Alessandro Magno, le città di Cipro passarono sotto il dominio macedone. Nel 321 a.C. alcuni re ciprioti si schierarono dalla parte di Tolomeo I per difendere l'isola da Antigono I Monoftalmo. Tolomeo perse Cipro e l'isola fu governata da Demetrio I Poliorcete dal 306 al 294 a.C., ma dopo questo breve preriodo tornò il dominio tolemaico fino al 58 a.C. . Fu governata da un governatore del faraone egizio, ma durante le lotte di potere in Egitto del II e del I secolo a.C. formò un regno tolemaico minore. L'isola in quest'epoca ha solidi rapporti commerciali con Atene ed Alessandria d'Egitto, due dei più importanti centri commerciali dell'antichità.
L'ellenismo si diffuse sull'isola sotto il dominio tolemaico. L'influenza culturale fenicia e il sillabario cipriota scomparvero e vennero sostituiti dal greco. Un certo numero di città furono fondate in questo periodo sull'isola orientale, come ad esempio Arsinoe che fu fondata da Tolomeo II.
Cipro divenne una provincia romana nel 58 a.C. quando, racconta Strabone, Publio Clodio Pulcro, avendo un rancore contro il sovrano egizio, inviò Marco Porcio Catone Uticense a conquistare l'isola. Marco Antonio cedette l'isola a Cleopatra, ma divenne una provincia romana nel 30 a.C., dopo la sconfitta del generale romano nella battaglia di Azio (31 a.C.) . Dal 22 a.C. fu una provincia senatoria e dopo le riforme di Diocleziano fu posta sotto l'Oriens consularis. Vari terremoti distrussero Salamina all'inizio del IV secolo d.C., mentre nello stesso l'isola era in piena carestia e siccità.
L'apostolo Paolo di Tarso convertì il popolo di Cipro al cristianesimo. Durante il V secolo d.C., la chiesa di Cipro raggiunse l'indipendenza dal Patriarca di Antiochia al Concilio di Efeso del 431.

## Dal dominio bizantino alle Crociate
Dopo la divisione dell'Impero Romano in due parti (l'Impero Romano d'Occidente e l'Impero Romano d'Oriente), Cipro cadde sotto il dominio di Costantinopoli.
Quando gli arabi invasero Cipro nel 688, l'imperatore Giustiniano II e il califfo Abd al-Malik raggiunsero un accordo senza precedenti: infatti, nonostante la guerra tra bizantini e arabi sul continente continuasse senza interruzioni, per i successivi 300 anni Cipro fu governata congiuntamente da arabi e bizantini.

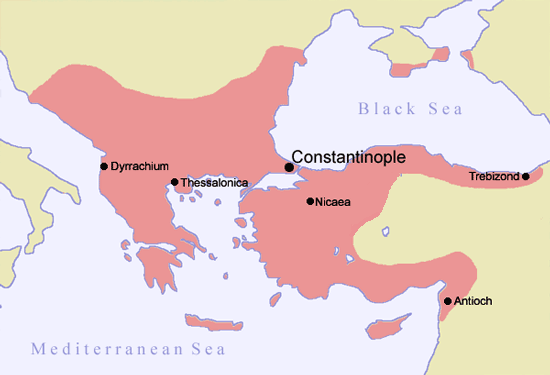
L'Impero Bizantino sotto Isacco Comneno.

Il condominio arabo-bizantino durò fino all'anno 965, quando i bizantini riconquistarono completamente l'isola. Nel 1185, l'ultimo governatore bizantino di Cipro, Isacco Comneno, si ribellò e tentò di impadronirsi del trono bizantino. Il suo colpo di stato riuscì. L'Imperatore strinse un accordo con il sultano d'Egitto per chiudere i porti ciprioti ai crociati. L'imperatore bizantino fu rapito da Riccardo Cuor di Leone nel 1192 e tenuto prigioniero fino alla sua morte nel 1194 o nel 1195. Alla fine del regno di Comneno, l'Impero bizantino perse il controllo dell'isola cipriota.

Simbolo del Regno di Cipro.

Nel XII secolo, l'isola divenne bersaglio dei crociati. Riccardo Cuor di Leone sbarcò a Limassol il 1º giugno 1191 in cerca di sua sorella e della sposa Berengaria, la cui nave era stata separata dal resto della flotta in una tempesta. Riccardo sposò Berengaria a Limassol il 12 maggio 1192. Fu incoronata regina d'Inghilterra dal vescovo di Évreux. La flotta crociata continuò il suo viaggio verso San Giovanni d'Acri dove i crociati sbarcarono il 5 giugno. L'esercito di Riccardo Cuor di Leone occupò Cipro e aumentò le tasse. L'isola fu venduta ai Templari. Dopo poco tempo, i Franchi occuparono l'isola e istituirono il Regno di Cipro. Essi dichiararono il latino lingua ufficiale, poi la sostituirono con il francese e molto più tardi il greco fu riconosciuto come seconda lingua ufficiale. Nel 1196, iniziò la persecuzione degli ortodossi da parte dei cattolici isolani. I maroniti si stabilirono a Cipro durante le crociate e mantennero ancora alcuni villaggi nel nord dell'isola.

## Dal Tardo Medioevo alla Repubblica di Venezia
Amalrico II di Lusignano, ricevette la corona reale e il titolo di Re di Cipro da Enrico VI di Svevia. La piccola minoranza cattolica di Cipro fu confinata in alcune città costiere, come a Famagosta, e nell'entroterra, come a Nicosia, la capitale tradizionale dell'isola. Nonostante tutto, i cattolici mantennero le redini del potere, mentre gli abitanti greci ortodossi vivevano nelle campagne. L'improvvisa richiesta d'indipendenza della Chiesa ortodossa di Cipro fu accolta dal re cattolico di Cipro e la nuova Chiesa fu dotata di un arcivescovo.
Dopo la morte di Amalrico, il Regno passò nelle mani di ragazzi-re, retti da un reggente. La casata Ibelin, che aveva molto potere nel Regno di Gerusalemme prima della sua caduta, fu in questi anni reggente a Cipro. Nel 1229 uno dei reggenti fu costretto a lasciare il potere a Federico II di Svevia, che portò la lotta tra guelfi e ghibellini sull'isola. I ghibellini furono sconfitti sull'isola nel 1233. Gli imperatori del Sacro Romano Impero continuarono a regnare su Gerusalemme fino al 1268, data in cui Ugo III di Cipro ottenne il titolo di re di Gerusalemme e il territorio di San Giovanni d'Acri alla morte di Corrado III di Gerusalemme, unendo così il regno di Cipro a quello di Gerusalemme. Gerusalemme e San Giovanni d'Acri furono perse nel 1291, ma i re di Cipro continuarono a rivendicare il titolo su queste terre.

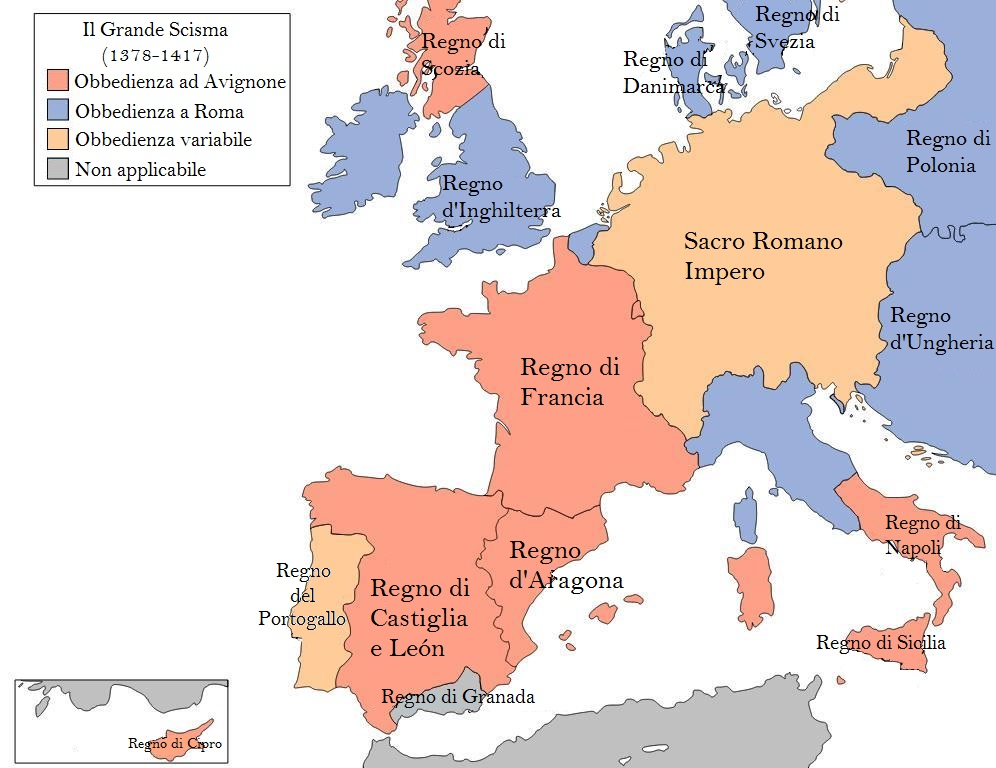
Mappa che mostra lo Scisma d'Occidente. Cipro si schierò con Avignone (in rosa).

Come il Regno di Gerusalemme, anche Cipro aveva una specie di Corte Suprema, anche se era meno potente di quella della città-santa. Cipro, essendo uno Stato feudale, permetteva ai re dell'isola di accumulare sempre più ricchezza e potere comprando i feudi e ignorando le sentenze della Corte Suprema. I vassalli più importanti del regno erano gli Ibelin. Tuttavia, il re era spesso in conflitto con i mercanti italiani, soprattutto veneziani, poiché Cipro era il centro del commercio europeo con l'Africa e l'Asia dopo la caduta di San Giovanni d'Acri nel 1291.

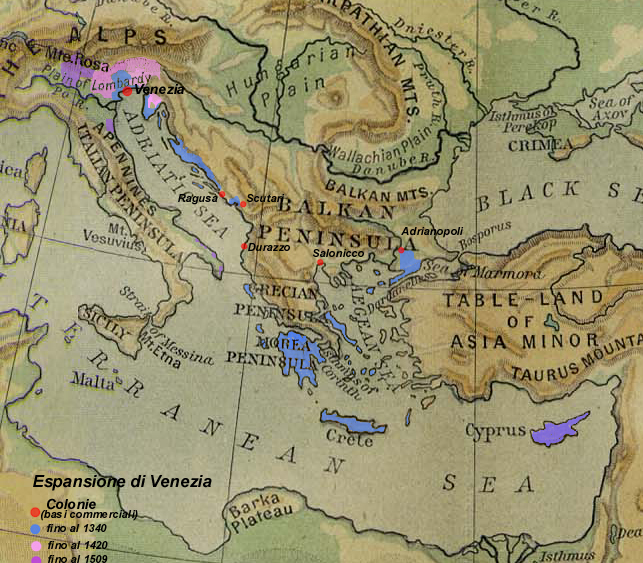
I domini della Repubblica di Venezia alla sua massima espansione.

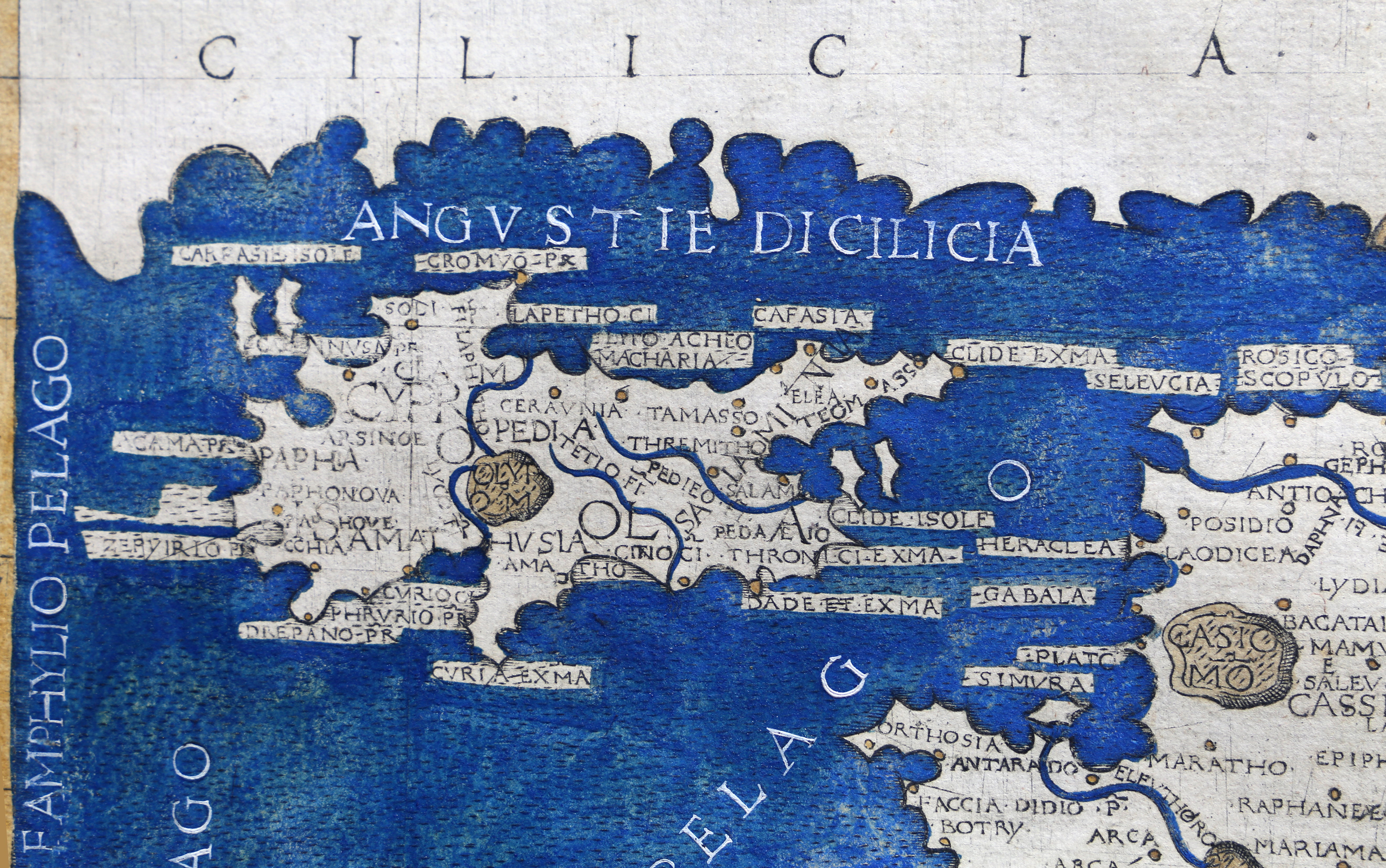
Cipro nel 1482

Nel XIV secolo, il regno divenne sempre più dipendente dai mercanti genovesi e, di conseguenza, dalla Repubblica di Genova. Per contrastare il dominio genovese, Cipro si schierò con il Papato di Avignone nello Scisma d'Occidente, nella speranza che i francesi sarebbero stati in grado di cacciare i genovesi, schieratisi con Roma, dall'isola. Nel 1426, Cipro divenne un "regno tributario" dei Mamelucchi, anche se i sovrani ciprioti persero gradualmente tutto il potere, fino al 1489 quando l'ultima regina, Caterina Cornaro, fu costretta a vendere l'isola alla Repubblica di Venezia.
Venezia, grazie all'acquisizione di Cipro, poté così consolidare il proprio dominio della parte orientale del Mediterraneo e affermarsi come grande potenza navale e commerciale d'Europa. Mentre Genova si avviava verso il suo declino, però, l'Impero ottomano si stava espandendo in Anatolia, nella Penisola Balcanica e nel Medio Oriente. Le mire degli ottomani si concentrarono su Cipro e quando alla fine del XVI secolo, gli ottomani attaccarono Cipro, Venezia organizzò la Lega Santa, pronta per respingere gli Ottomani da Cipro: era scoppiata la Guerra di Cipro.

### Guerra di Cipro
La Guerra di Cipro iniziò nel 1570 quando l'esercito ottomano invase la colonia veneziana di Cipro. Venezia, in risposta, organizzò una Lega Santa, approvata dal Papa e formata da appunto Venezia, Papato, Sacro Romano Impero e Impero spagnolo.
Ma il "debutto" della Lega Santa sullo scenario europeo fu deludente e tragico: il 4 agosto 1571 la città veneziana di Famagosta, assediata a lungo dagli ottomani si arrese e la popolazione fu massacrata dall'esercito ottomano.
La Lega Santa, in risposta, allestì una flotta con l'aiuto degli artigiani navali veneziani e davanti alle coste di Lepanto attaccò la flotta ottomana. L'esito della Battaglia di Lepanto fu la vittoria totale della flotta della Lega Santa.
Ma dopo questa battaglia, Filippo II di Spagna si separò dalla Lega Santa, convinto che se la guerra si fosse risolta positivamente per la Lega Santa, nessuno sarebbe più riuscito a fermare Venezia. Così, con la perdita del più importante componente della Lega, Venezia non riuscì a riconquistare Cipro e nella pace firmata nel marzo 1573 fu costretta a lasciare Cipro agli ottomani.

## Il dominio ottomano

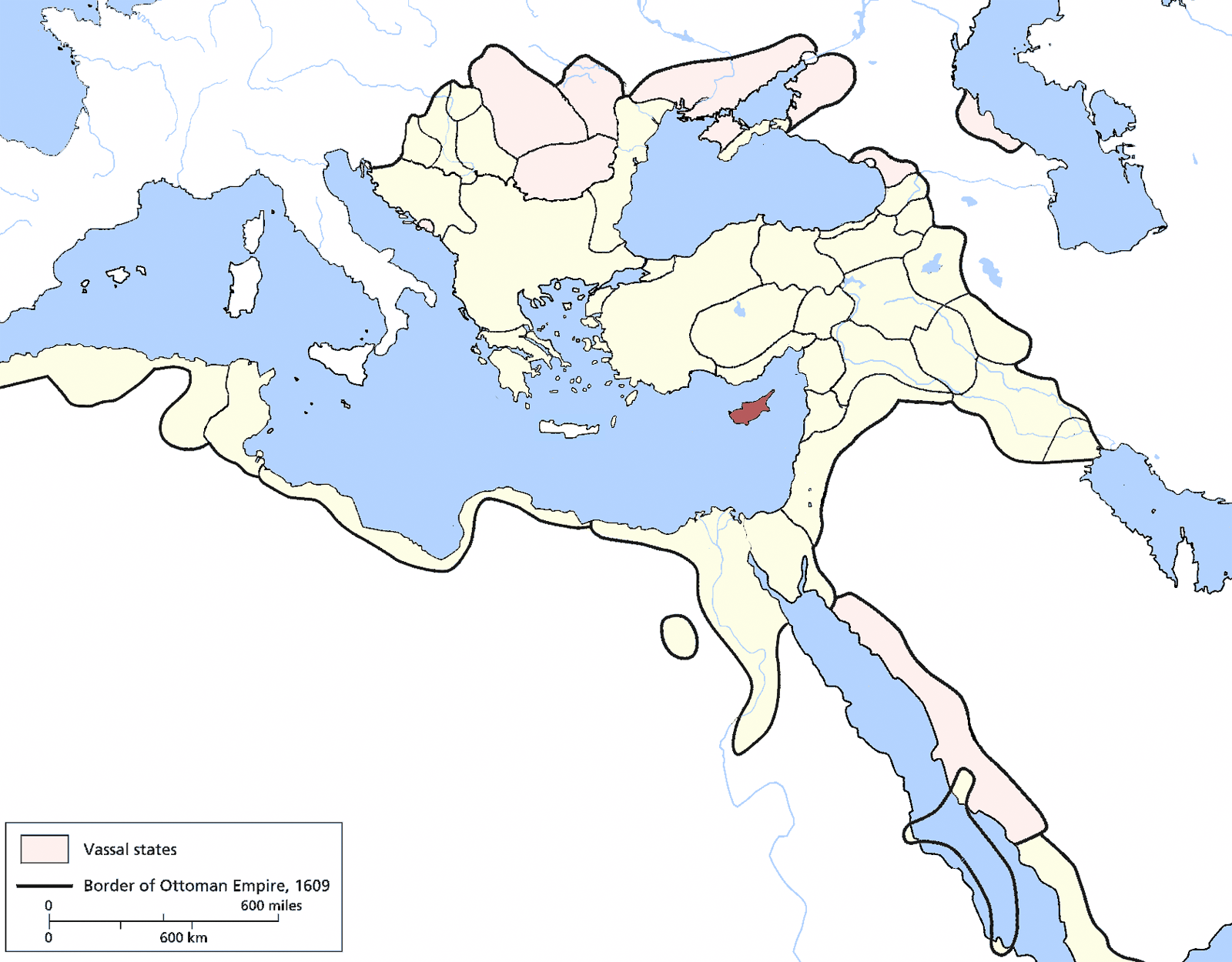
La provincia di Cipro (in rosso) nell'Impero ottomano.

Come detto precedentemente, Cipro fu conquistata dagli ottomani nel 1571, ma solo nel 1573 fu riconosciuto come provincia dell'Impero Ottomano, con capitale Nicosia.

### L'indipendenza greca
Molti ciprioti sostennero lo sforzo greco d'indipendenza iniziato nel 1821, portando, però, a gravi rappresaglie da parte dell'Impero Ottomano sulla popolazione cipriota: con il consenso del Sultano, il 9 luglio 1821, l'amministrazione ottomana dell'isola condannò a morte e uccise 486 greco-ciprioti, accusandoli di aver cospirato con i Greci ribelli. Tra questi condannati erano presenti quattro vescovi, e vi furono molti sacerdoti e cittadini ciprioti di spicco, decapitati nella piazza centrale di Nicosia.
Il console francese dell'isola riportò che il 15 settembre 1821, il locale pascià, Küçük Mehmet, aveva effettuato massacri a Cipro dal 9 luglio e che proseguirono per altri 40 giorni, nonostante il comando del Visir di porre fine al saccheggio il giorno 20 luglio. Il 15 ottobre, un'immensa folla composta da turchi-ciprioti impiccò un arcivescovo, cinque vescovi e 36 ecclesiastici, la maggior parte provenienti da Larnaca. Nel settembre 1822, 62 villaggi di greco-ciprioti furono dati alle fiamme e saccheggiati, scomparendo dalle mappe. Quando la Grecia ottenne l'indipendenza nel 1829, molti ciprioti cercarono di far annettere l'isola alla neonata Grecia, ma l'Impero Ottomano per molti anni riuscì a bloccare questo evento.
L'unione con il neo Stato balcanico fu tentata non solo a Cipro, ma anche nelle Isole Ionie ed a Creta, soprattutto perché la popolazione era a maggioranza di origine greca.
Tra gli anni 1849 e 1878, Cipro visse un periodo di lento cambiamento dell'amministrazione isolana. Furono istituiti dei consigli distrettuali, tuttavia, molte riforme che dovevano essere introdotte furono respinte dagli amministratori.

## Dalla fine del dominio ottomano al dominio britannico

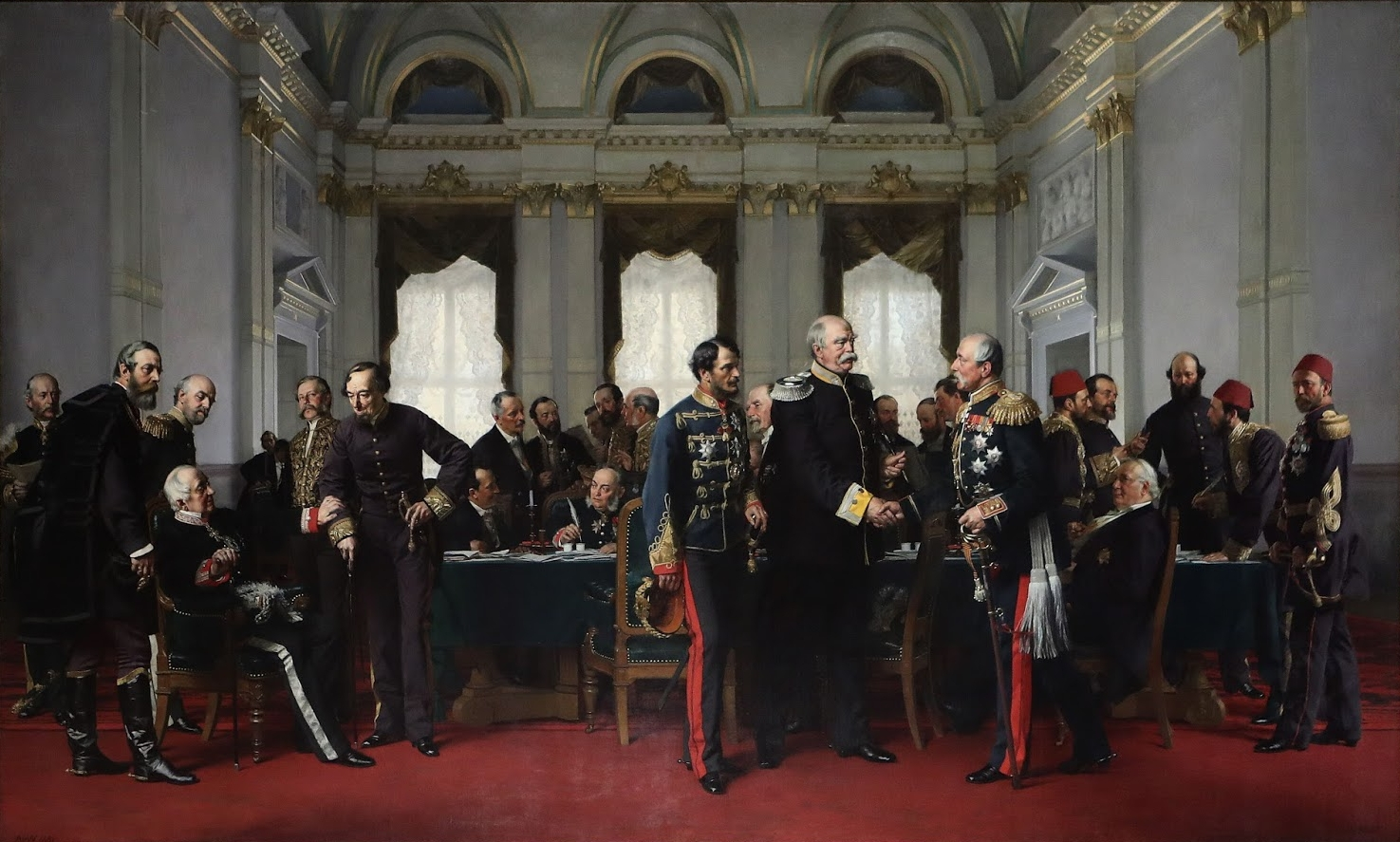
La Conferenza di Berlino.

Nel 1869 fu inaugurato il Canale di Suez. Per questo motivo, il Regno Unito di Gran Bretagna e Irlanda mostrò un crescente interesse per l'isola cipriota, che improvvisamente si trovò in una posizione strategica per il controllo del canale. Quando l'Impero Ottomano fu sconfitto dall'Impero russo nel 1877 nella Guerra russo-turca, ebbe luogo il Congresso di Berlino che aveva lo scopo di ratificare il trattato di Santo Stefano, firmato tra Impero russo e ottomano. In questo luogo si annunciò ufficialmente che il 4 giugno 1878 gli inglesi e gli ottomani avevano segretamente firmato la Conferenza di Costantinopoli, in base alla quale l'isola di Cipro passava sotto l'amministrazione del Regno Unito. In cambio del controllo di Cipro, gli inglesi garantirono l'alleanza militare all'Impero Ottomano nella guerra contro la Russia. Questo accordo fu formalizzato nella Convenzione di Cipro.
Cipro passò sotto amministrazione britannica il 22 luglio 1878, quando il Luogotenente Generale Garnet Wolseley sbarcò a Larnaca per prendere possesso dell'isola di Cipro in qualità di Alto Commissario, in seguito agli accordi difensivi anglo-turchi del 4 giugno dello stesso anno.
Cipro fu annessa quindi all'Impero britannico nel 1913 e divenne ufficialmente colonia della Corona britannica nel 1925, in seguito alla dissoluzione finale dell'Impero Ottomano.
Il desiderio di unione con la Grecia da parte dei greco-ciprioti si fece sempre più forte sotto l'occupazione britannica. I greco-ciprioti fondarono il movimento Enōsis (Unione), che puntava all'unione con la Grecia, sentimento rafforzato dalla comune storia culturale e religiosa. Anche se fallì nel tentativo di unione con la Grecia, riuscì a stringere comunque stretti legami con lo Stato greco. Questo movimento fu represso sotto il dominio ottomano; invece, sotto il dominio britannico, dove era presente la libertà di espressione, questa corrente si rafforzò influenzando gli amministratori inglesi che organizzarono persino dei comizi pubblici per discutere della "questione cipriota".

## L'indipendenza cipriota

Bandiera di Cipro.

Cipro ottenne l'indipendenza dal Regno Unito il 16 agosto 1960 a seguito dei trattati di Zurigo del 1959, con Regno Unito, Grecia e Turchia come potenze tutelari.
La costituzione cipriota per evitare attriti tra greco-ciprioti e turco-ciprioti stabilì che il vicepresidente di stato e il 30% del parlamento dovevano essere turco-ciprioti. Nello stesso giorno dell'indipendenza, entrò in vigore la bandiera ufficiale cipriota che con lo sfondo bianco e due rami d'ulivo, simboli della pace, doveva simboleggiare la ritrovata unione tra greco-ciprioti e turco-ciprioti. Nonostante queste misure l'attrito tra greco-ciprioti e turco-ciprioti continuò ad esistere, fino a quando sfociò nella spartizione dell'isola.

Bandiera della Repubblica Turca di Cipro del Nord.

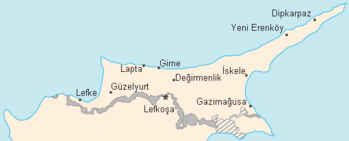
Territorio della Repubblica Turca di Cipro del Nord, con i nomi delle località in turco.

In risposta ad un colpo di stato sostenuto dalla Dittatura dei colonnelli greci, la Turchia, sulla base dei trattati firmati a Zurigo nel 1959, interpretati unilateralmente, sbarcò con l'esercito sull'isola (Operazione Attila), occupando militarmente una grande porzione d'isola, più tardi autoproclamatasi indipendente come Repubblica Turca di Cipro del Nord e ad oggi riconosciuta solamente dalla Turchia.
Il primo atto del neonato pseudo-stato di Cipro del Nord fu quello di espellere i greco-ciprioti, che costituivano l'80% della popolazione, dai confini dei territori occupati, e nel frattempo un imponente flusso di turco-ciprioti si ebbe da sud a nord ed un'importante colonizzazione di turchi in provenienza dall'Anatolia, che ha profondamente modificato la demografia dell'isola.
Le Nazioni Unite inviarono quanto prima i caschi blu, creando una "zona cuscinetto" tra le truppe turche d'occupazione e i ciprioti-greci, forza d'interposizione che è tuttora presente sull'isola. Ripetute risoluzioni delle Nazioni Unite hanno condannato l'invasione e domandato senza successo alla Turchia di ritirare le sue truppe dall'isola.
Nonostante i tentativi di negoziazione, le due parti non trovarono mai un accordo per formare un unico Stato e da quel momento la Repubblica di Cipro (i greco-ciprioti) è l'unica autorità riconosciuta dalle Nazioni Unite, mentre la Repubblica Turca di Cipro del Nord (i turco-ciprioti) resta senza riconoscimento ufficiale. Nicosia, città attraverso cui passa il confine ("linea verde") è capitale di entrambi gli stati.
Nel 2002, il segretario generale dell'ONU Kofi Annan avviò una nuova serie di negoziati per la riunificazione dell'isola. Dopo due anni, nel 2004, con lunghe trattative tra le due parti, emerse un possibile piano di riunificazione dell'isola. Il piano risultante fu sostenuto dall'Assemblea delle Nazioni Unite, dall'Unione europea e dagli Stati Uniti. La parte turca dell'isola accettò il piano ma la parte greca lo respinse, perché non riconosceva a tutti i ciprioti greci scacciati dall'invasione turca il diritto di ritornare nelle loro case e non rimandava in Turchia tutti i coloni turchi. Ulteriori negoziati per la riunificazione sono falliti nel 2016.
Cipro divenne membro dell'Unione europea nel 2004 e adottò l'Euro come propria valuta dal 1º gennaio 2008, sostituendo la sterlina cipriota; la zona nord, invece, continuò ad utilizzare la Lira turca e il 1º gennaio 2008 adottò la Nuova Lira Turca.
La Repubblica di Cipro è stata pesantemente colpita dalla crisi economica della Grecia e dell'eurozona a partire dal 2012, fino ad arrivare sull'orlo della bancarotta, ma si è poi risollevata.